# Herzog von Liancourt
Der Titel Herzog von Liancourt wird seit 1765 in der Familie La Rochefoucauld geführt. Er ist üblicherweise der Titel, der dem ältesten Sohn des amtierenden Herzogs von La Rochefoucauld gegeben wird. Bereits zuvor war Liancourt einmal zum Herzogtum erhoben worden, für Roger du Plessis (1609–1674), allerdings blieb es hier bei dem einen Titelträger.
Der Titel bezieht sich auf die Ortschaft Liancourt im Département Oise, das im 12. Jahrhundert im Besitz der Familie Cressonacq war und seitdem unter deren Nachkommen vererbt wurde. Liancourt gehörte ab dem 17. Jahrhundert zum Besitz der Familie La Rochefoucauld, daher der Herzogstitel von 1765.
Das ursprüngliche Schloss Liancourt, das später Schloss La Rochefoucauld genannt wurde, wurde im 19. Jahrhundert mit Ausnahme von Nebengebäuden, die heute unter Denkmalschutz stehen, abgerissen.

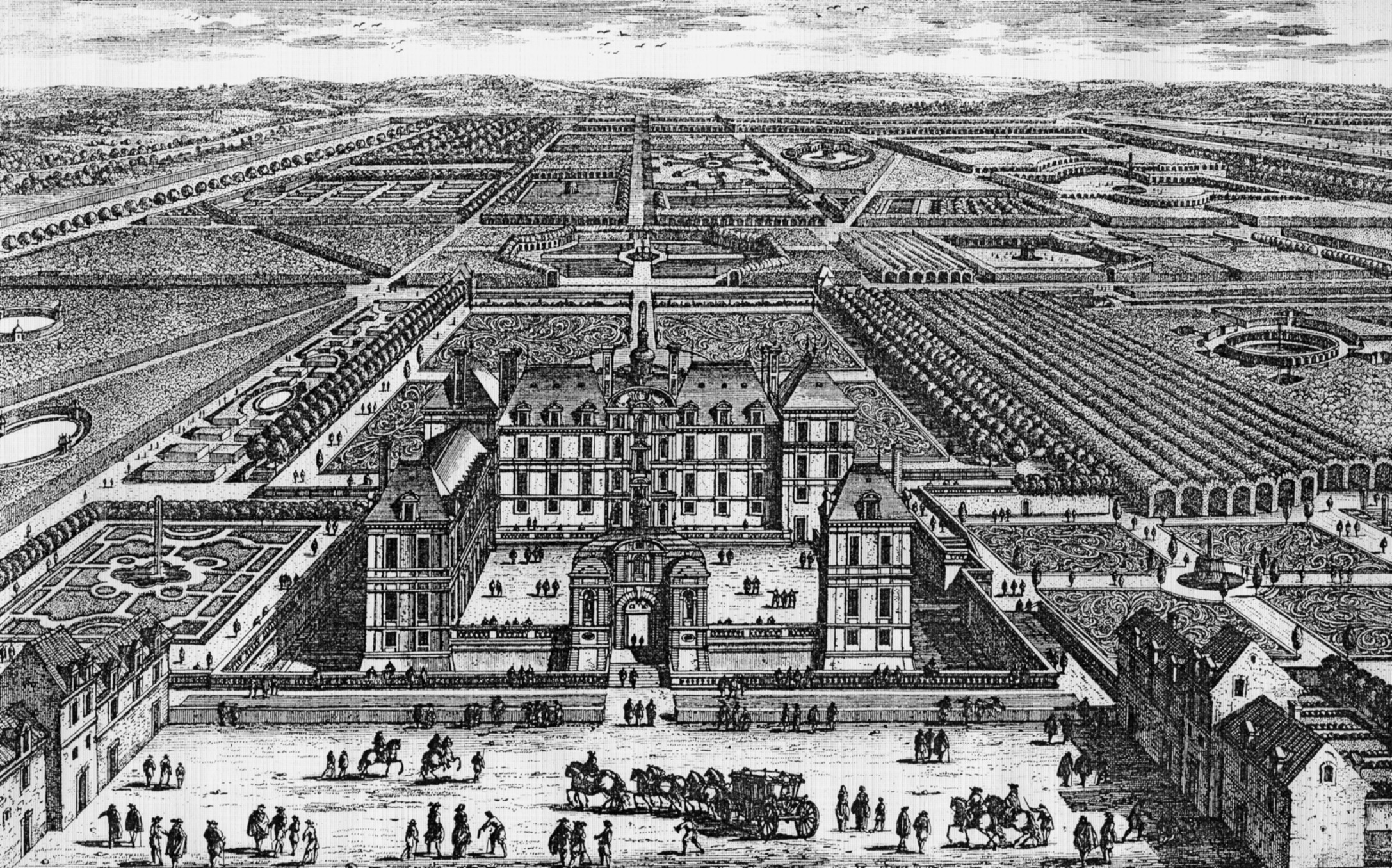
Abgegangenes Schloss Liancourt (Zeichnung, 18. Jahrhundert)
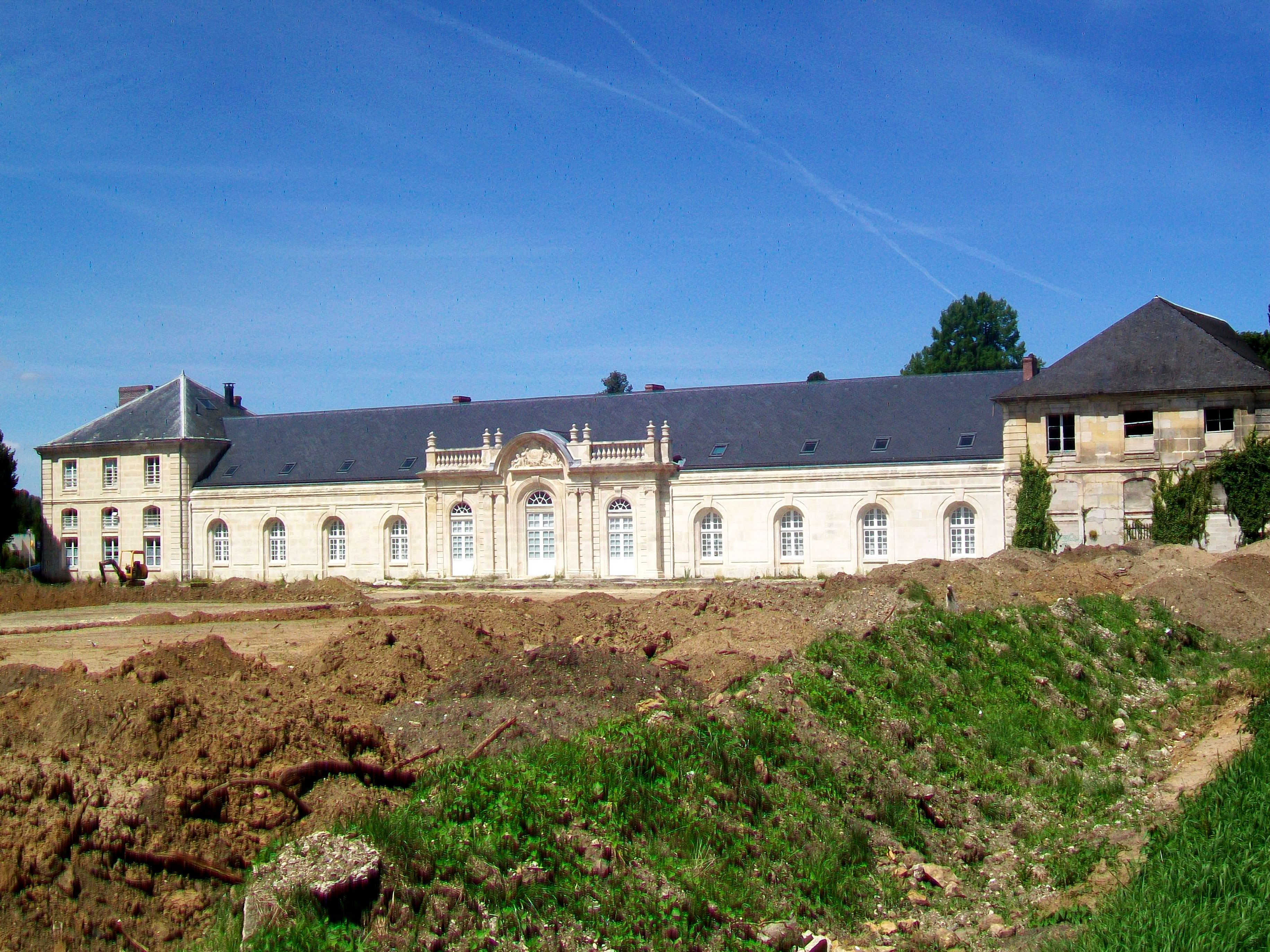
erhaltene Nebengebäude des Schlosses Liancourt

## Die Herren von Liancourt
- Hersant de Cressonsacq, 1123/45 bezeugt
- Dreux I. de Cressonsacq, 1176 bezeugt, dessen Sohn

…
- Gilles IV. de Cressonsacq et de Nedonchel, 1373 bezeugt

…
- Claudine de Cressonsacq; ⚭ Jean I. de Popincourt († 1403), Sire de Liancourt, Président du Parlement
- Jean II. de Popincourt († 1480), Président du Parlement, dessen Enkel; ⚭ Catherine le Bègue
- Claude de Popincourt († 1494); ⚭ Jean I., Chevalier du Plessis, Seigneur de Liancourt, 1471 Président du Parlement (Haus Le Plessis-Liancourt)
- Jean II. du Plessis, deren Sohn
- Guillaume du Plessis († 1550), dessen Sohn; ⚭ 1527 Marie du Ternay
- Jean III. du Plessis, deren Sohn; ⚭ 1544 Françoise d’Angennes, Dame de Rantigny
- Charles du Plessis († 1620), Seigneur de Liancourt, Marquis de Guercheville (uxor nomine), Comte de Beaumont-sur-Oise, deren Sohn; ⚭ Antoinette de Pons; Tochter von Antoine de Pons, Comte de Marennes, und Marie de Montchenu, Dame de Guercheville
- Roger du Plessis (1598–1674), Duc de Liancourt, 1643 Duc de La Roche-Guyon, deren Sohn
- Henri du Plessis, Comte de La Roche-Guyon, wohl dessen Vetter; ⚭ Anne Elisabeth de Lannoy
- Jeanne Charlotte du Plessis († 1674), Dame de Liancourt; ⚭ 1659 François VII. de La Rochefoucauld (1634–1714), 1680 3. Duc de La Rochefoucauld, Pair de France, 6. Prince de Marsillac, Marquis de Liancourt etc., deren Enkel
- Henri Roger de La Rochefoucauld (1665–1749) Marquis de Liancourt, dessen Sohn
- Alexandre de La Rochefoucauld (1690–1762), 1712 Prince de Marsillac, 1728 5. Duc de La Rochefoucauld, Pair de France, 1731 Duc de La Roche-Guyon, Marquis de Liancourt etc., dessen Neffe

## Die Herzöge von Liancourt
- François XII. Alexandre Frédéric de La Rochefoucauld (1747–1827), 1765 duc de Liancourt, 1792 7. duc de La Rochefoucauld, 1815 Pair de France, dessen Enkel
- François Armand Frédéric de La Rochefoucauld (1765–1848), 1827 8. Duc de La Rochefoucauld, 1827 Pair de France, 1828 2. Duc de Liancourt, dessen Sohn
- Frédéric Gaston de La Rochefoucauld (1779–1863) Marquis de Liancourt, dessen Bruder
- François XIV. Emilie Marie Auguste Armand de La Rochefoucauld (1794–1874), 1848 9. Duc de La Rochefoucauld, Duc d’Anville, 3. Duc de Licancourt, Sohn des 2. Duc de Liancourt
- François XV. Auguste Ernest Marie de La Rochefoucauld (1818–1879), 1874 10. Duc de La Rochefoucauld, 4. Duc de Liancourt, Duc d’Anville, 17. Prince de Marsillac, dessen Sohn
- François XVI. Alfred Gaston de La Rochefoucauld (1853–1925), 1879 11. Duc de La Rochefoucauld, Duc d’Anville, 5.Duc de Liancourt, dessen Sohn
- François XVII. de La Rochefoucauld (1905–1909), 6. Duc de Liancourt, dessen Sohn
- Alfred Gabriel Marie François de La Rochefoucauld (1854–1926), 1925 12. Duc de La Rochefoucauld, Duc d’Anville, dessen Onkel
- Jean François Marie de La Rochefoucauld (1887–1970), 1926 13. Duc de La Rochfoucauld, 8. Duc de Liancourt, Duc d’Anville, dessen Sohn
- François XVIII. Marie Edmond Hubert de La Rochefoucauld (* 1920), 1970 14. Duc de La Rochefoucauld, Duc d’Anville, 9. Duc de Liancourt, dessen Sohn
- François Alexandre de La Rochfoucauld (* 1958), 10. Duc de Liancourt, dessen Sohn